# NGC 6696
NGC 6696 este o galaxie situată în constelația Dragonul. A fost descoperită în 17 iunie 1884 de către Lewis A. Swift.